# Simon House

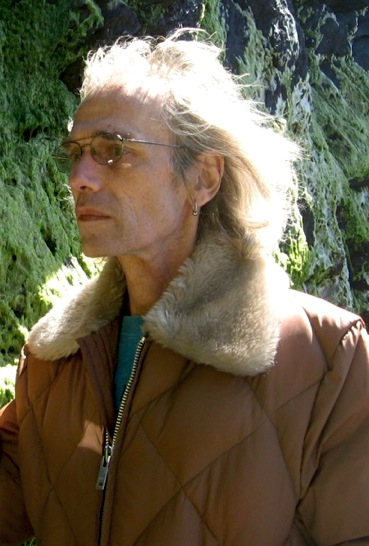
Simon House

Simon House (Nottingham,  29 augustus 1948 – 25 mei 2025) was een Brits bespeler van allerlei toetsinstrumenten en de elektrische viool.

## Biografie
House groeide op in een muzikaal gezien. Zijn vader bespeelde allerlei muziekinstrumenten. House kreeg veel muziek van Benny Goodman te horen. Op de middelbare school ontdekte House de viool, waarop hij zeven jaar zijn tanden stuk beet. Hij ging door naar de universiteit met viel uit als gevolg van sfeer in de roerige jaren 60. Een aantal zinloze baantjes volgde en House kwam te wonen in een flat waarin ook Tony Hill woonde. House, Hill, Pete Pavli en Roger Hadden richtten samen High Tide op, een band op de rand van de progressieve rock en underground. De band kreeg het management van Clearwater Production. Een andere band die daar onderdak had was Hawkwind, waarmee High Tide af en toe optrad.
Na twee albums van High Tide zag House geen progressie meer. Hij stapte over naar Third Ear Band, waarmee hij de filmmuziek opnam voor Roman Polański's Macbeth. Na een verliet hij de band en ging spelen bij Magic Muscle (1972) en Barclay James Harvest (1973). Ondertussen bespeelde House ook toetsinstrumenten als de mellotron en VCS-3 (bekend van Pink Floyd). Dat beviel toch niet en hij ging weer “gewoon” werken. Toen in 1974 een Hawkwind-concert had bijgewoond trad hij toe tot Hawkwind, waar hij het symfonische rockelement invoerde. In die tijd speelde hij mee met verwante artiesten als Michael Moorcock (van origine schrijver), Nik Turner en Robert Calvert. Toen Hawkwind voor de zoveelste keer stil kwam te liggen door de labiliteit van Calvert, vertrok House naar David Bowie, met wie zijn High Tide-collega al vaker had gespeeld. House moest binnen korte tijd Bowies repertoire van Bowie en tegelijk wennen aan grote zalen. House speelde op de albums Stage en Lodger van Bowie. Daarna speelde hij bij Calvert, toen soloartiest, en vervolgens bij de bands Japan met Tin drum en Camera Club. Uit die laatste groep ging House mee met Thomas Dolby (The golden age of wireless). In 1982 richtte hij met Simon King (uit Hawkwind), Andy Colqhuon, Ian Henderson en Tom Jackson de groep Turbo op. Die kwam niet verder dan een demo.
In 1982 begon hij aan de opnamen van zijn eerste album, maar die werd niet voltooid; hij ging toeren met Mike Oldfield. Opnieuw probeerde hij met King, Colqhuon, Henderson en Chris North een band op te richten: The Famous Scientists. Ook die kwam niet van de grond. In 1986 was het tijd voor een korte reünie van High Tide, daarna The Tryp, The Jellymonsters en in 1987 een in memoriam-concert voor Calvert. Bij dat concert waren meer (ex-)leden van Hawkwind aanwezig en House trad wederom toe ten tijde van het album Space bandits (1991). Daarna speelde hij weer bij Nik Turner en ontmoette Len del Rio van Pressurehead, een nieuwe band kwam van de grond Spiral Realms.
House speelde ook enige tijd in Anubian Lights een band die muziek speelde op de grens van spacerock en dance. Sinds die dagen speelde House, dan weer wel en dan weer niet mee met Hawkwind. Daarnaast speelde hij op albums van nichegenoten Astralasia en Spirits Burning.
House overleed in 25 mei  2025 op 76-jarige leeftijd.

## Discografie

### High Tide
- Sea Shanties (1969)
- High Tide (1970)
- The Flood (1990)
- Sinister Morning" (1970)

### Third Ear Band
- Macbeth (1972)

### Hawkwind
- Hall of the Mountain Grill (1974)
- Warrior on the Edge of Time (1975)
- Astounding Sounds, Amazing Music (1976)
- Quark, Strangeness and Charm (1977)
- PXR5 (1979)
- Lord of Light (1987)
- Space Bandits (1989)
- Palace Springs (1990)
- Live in Nottingham 1990 (2004)
- Anthology, 1967-1982 (1998)
- Yule Ritual (2002)
- Canterbury Fayre 2001 (2002)
- The Weird Tapes No. 5: Live '76 & '77 (2001)

### Michael Moorcock & The Deep Fix
- New Worlds Fair (1975)

### Robert Calvert
- Lucky Leif and the Longships (1975)
- Hype: Songs of Tom Mahler (1981)

### David Bowie
- Stage (1978)
- Lodger (1979)
- Sound + Vision (2001)

### Japan
- Tin Drum (1981)
- Exorcising Ghosts (2004)

### David Sylvian
- Everything and Nothing (2000)

### Thomas Dolby
- She Blinded Me With Science (1982)
- The Golden Age of Wireless [Re-Released Version](1982)
- The Best of Thomas Dolby: Retrospectacle (1994)

### Michael Oldfield
- The Complete Mike Oldfield (1985)

### Magic Muscle
- One Hundred Miles Below (1989)

### Nik Turner
- Prophets of Time (1994)
- Transglobal Friends and Relations (2000)

### Simon House
- Yassasim (1995)
- Spiral Galaxy Revisited (2005)

### Simon House with Rod Goodway
- House of Dreams (2002)

### Spiral Realms
- A Trip to G9 (1994)
- Crystal Jungles of Eos (1995)
- Solar Wind (1996)

### Earth Lab
- Element (2006)

### Anubian Lights
- The Eternal Sky (1995)
- Jackal & Nine (1996)

### Ambient Time Travellers
- Ambient Time Travellers (1995)

### Judy Dyble
- Enchanted Garden (2004)
- Spindle (2006)
- The Whorl (2006)

### Astralasia
- Cluster of Waves (2007)
- Away With the Fairies (2007)

### Spirits Burning
- Earth Born (2008)
- Bloodlines (2009)